# بيروسكا بوادي
بيروسكا بوداي (من مواليد 18 مايو 1955) هي لاعبة كرة يد مجرية، شاركت في الألعاب الأولمبية الصيفية 1980. 
في عام 1980 كانت عضوا في الفريق المجري الذي احتل المركز الرابع. لعبت أربع مباريات وسجلت هدفين.

## روابط خارجية
- بيروسكا بوادي على موقع أوليمبيديا (الإنجليزية)
- بيروسكا بوادي على موقع اللجنة الأولمبية المجرية (الهنغارية)